# Najaden
Najaden var en fregat i den dansk-norske marine. Den blev bygget af Frantz Hohlenberg på Nyholm i København i 1811 og udrustet med 36 kanoner (senere opgraderet til 42), og havde en besætning på 336 mand. Najaden, under kommando af kaptajn Hans Peter Holm, blev sænket under slaget ved Lyngør den 6. juli 1812 af det britiske linjeskib HMS Dictator.